# Трансфер учења
Трансфер учења у психологији представља преношење учења са једне савладане активности на нову, још несавладану активност. Трансфер може бити позитиван или негативан. Позитивни трансфер олакшава учење нове активности а негативни га отежава.

## Значај
Без трансфера не би имало смисла учити било шта што се неће директно примјењивати у будућности јер би се губио сваки смисао стицања теоријских основа одређене гране науке. Свако стечено знање би било изолован систем који не би утицао на нова учења. У школству не би имало смисла пружати ученицима општа знања која ће их припремати за даље школовање а све што ће једног дана морати да се ради морало би се унапријед савладати. У стварности, трансфер управо омогућава способност каснијег прилагођавања новонасталим околностима и убрзан развој јединке чија већ стечена искуства значајно утичу на будуће процесе сазнавања, схватања, увиђања итд.

## Врсте трансфера
У прошлости је постојао став да свако биће има одређене интелектуалне „моћи“ које се могу вјежбати као што се могу вјежбати мишићи. Одређени предмети у школама су постојали само зато што се сматрало да увећавају ове „моћи“, иако више нису имали никакав практични значај. Тако, на примјер, латински језик се учио и у школама чијим ђацима латински није био потребан, јер се сматрало да граматика, између осталих, појачава интелектуалне моћи. Сматрало се да се и мишљење и памћење могу вјежбати. Ова теорија, која је данас углавном одбачена, назива се теорија формалне дисциплине. Може се рећи да су данас општеприхваћене двије теорије о трансферу учења:
- Теорија идентичних елемената и
- Теорија генерализације.

Поред ових, на моторно учење (учење физичких способности) се односи још и унакрсни, односно билатерални трансфер.

### Теорија идентичних елемената
Теорија идентичних елемената, позната још и као теорија идентичних компонената, представља став по којем само одређени елементи у већ савладаној активности, који су идентични одређеним елементима у новој активности, олакшавају учење. Творци ове теорије били су амерички психолози Едвард Торндајк (Edward Thorndike) и Роберт С. Вудворт (Robert S. Woodworth).

### Теорија генерализације
Теорија генерализације, односно теорија уопштавања, је теорија америчког психолога Чарлса Хабарда Џада (Charles Hubbard Judd), по којој већ стечена теоријска знања у некој области омогућавају лакше сналажење у новим околностима, односно лакше учење неке нове, конкретне активности. Може се рећи да управо овакав трансфер, са општег на конкретно, даје највеће могућности у савладавању нових активности.

### Билатерални трансфер
Билатерални, односно унакрсни трансфер се односи на трансфер моторног учења са једне стране тијела на друго, односно чешће са једног уда на други. Наиме, примијећено је да активност коју човјек савлада десном руком, касније много лакше савлада и лијевом руком. Штавише, примијећено је да постоји трансфер између потпуно независних удова, нпр. десне руке и лијеве ноге.